# 未来からの訪問者
『NTTdocomo presents 未来からの訪問者』（エヌティーティードコモプレゼンツ みらいからのほうもんしゃ）とは、2010年3月12日21:00 - 22:54（JST）に日本テレビ系列（テレビ大分を除く）で放送されたドラマ&バラエティ番組。NTTdocomoの一社提供番組。視聴率は8.8%。

## 概要
上地雄輔と臼田あさ美が主演の「ドラマパート」とさまぁ〜ず司会の情報バラエティー『ザ・未来予想TV』が融合した形で放送された。

### ドラマパート
2030年、彼女と結婚間近の遥香未来夫が自らの運命を変えるためタイムマシーンで2010年にやって来る。未来夫の母である遥香沙希に出会い、2010年3月に放送されるテレビ番組『ザ・未来予想図TV』を利用して、もっと未来に興味を持つように説得する。

### ザ・未来予想図TV
2010年3月、さまぁ〜ずが司会を務める情報エンターテインメント番組。未来の生活様式、発明品などを予測して紹介する（ドラマ内全3回）。

## キャスト
ドラマパート
- 遥香未来夫（25歳、2010年時 5歳） - 上地雄輔、小宮山輝（2010年時 5歳の未来夫）
- 遥香沙希（45歳、2010年時 25歳） - 臼田あさ美
- 遥香正志（50歳、2010年時 30歳） - 梶原善
- 彼方真里（25歳） - 前田亜季

ザ・未来予想TV
- MC - さまぁ〜ず
  - 大竹一樹
  - 三村マサカズ
- アシスタント - 中田有紀

## 「ザ・未来予想TV」テーマ・ゲスト
- 第1回「乗り物と街の未来」
  - 哀川翔
  - ISSA(DA PUMP）
  - 片瀬那奈
  - 志村けん
  - 高嶋ちさ子

- 第2回「家電と住まいの未来」
  - 小倉優子（VTRで、哀川翔と共演）
  - 国生さゆり
  - 志村けん
  - 武田修宏
  - 森理世

- 第3回「飛行機と宇宙の未来」
  - 井森美幸
  - 片瀬那奈
  - 武田双雲（書道家）
  - 中尾明慶
  - 古田敦也

## スタッフ
- ナレーション：垂木勉
- 企画・監修：小山薫堂
- 総合演出：加藤孝司
- 脚本・演出：森田と純平（ドラマパート）
- プロデューサー：鬼頭直孝
- チーフプロデューサー：鈴木雅人

## その他
- 番組中「NTTdocomo」のCMに爆笑問題の2人が出演し、番組限定の長編CMが流れた。